# A Midsummer Night's Sweetness
A Midsummer Night's Sweetness (hangeul: 한여름밤의 꿀 ; RR: Hanyeoreumbamui Kkul) est une chanson du rappeur San E et de la chanteuse Raina du groupe After School. Elle est sortie le 12 juin 2014.

## Promotions
San E et Raina ont fait leur première performance live sur le plateau du M! Countdown de Mnet le 12 juin 2014, puis au Music Core de MBC le 14 juin 2014.

## Performance dans les classements
Après sa sortie le 12 juin, "A Midsummer Night's Sweetness" a atteint la 1ère place sur les 10 classements musicaux les plus connus, dont Olleh, Bugs, Daum, Naver, Soribada, Genie, Mnet, monkey3, Cyworld et MelOn.
La chanson a débuté à la 6e place du Gaon Digital Chart hebdomadaire, et est arrivée 3e la semaine d'après. Pour la semaine du 22 au 28 juin, la chanson est restée n°1. La chanson est restée première durant tout le mois de juillet dans le Gaon Digital Chart mensuel.

## Liste des pistes
| 1.    | A Midsummer Night's Sweetness         | San E | San E, Cosmic Sound | 03:53 |
| 2.    | A Midsummer Night's Sweetness (Inst.) | San E | San E, Cosmic Sound | 03:53 |
| 07:46 |                                       |       |                     |       |

## Classements

### Classements musicaux
| Classement                   | Meilleure position |
| ---------------------------- | ------------------ |
| Gaon Digital Chart (hebdo.)  | 1                  |
| Gaon Digital Chart (mensuel) | 1                  |
| Gaon Download Chart          | 3                  |
| Gaon Streaming Chart         | 1                  |
| Gaon BGM Chart               | 3                  |
| Gaon Mobile Chart            | 1                  |
| Gaon Karaoke Chart           | 4                  |

### Classements des émissions musicales
| "A Midsummer Night's Sweetness" | 3 | 4 | 3 |

## Crédits
- Raina - chant
- San E - rap